# Automolis venustissima
Automolis venustissima är en fjärilsart som beskrevs av Sergius G. Kiriakoff 1961. Automolis venustissima ingår i släktet Automolis och familjen björnspinnare. Inga underarter finns listade i Catalogue of Life.